# Eguchipsammia wellsi
Eguchipsammia wellsi är en korallart som först beskrevs av Katsuyuki Eguchi 1968.  Eguchipsammia wellsi ingår i släktet Eguchipsammia och familjen Dendrophylliidae. Inga underarter finns listade i Catalogue of Life.